# Île de Csepel
L'Île de Csepel (hongrois : Csepel-sziget, prononcé [ˈtʃɛpɛl ˈsigɛt]) est une île de Hongrie sur le Danube. Son extrémité Nord constitue le 21e arrondissement de Budapest.